# Taenioides cirratus
A Taenioides cirratus a csontos halak (Osteichthyes) főosztályának a sugarasúszójú halak (Actinopterygii) osztályába, ezen belül a sügéralakúak (Perciformes) rendjébe, a gébfélék (Gobiidae) családjába és az Amblyopinae alcsaládjába tartozó faj.

## Előfordulása
A Taenioides cirratus az Indiai-óceánban és a Csendes-óceán nyugati részén fordul elő. Afrika keleti részétől Dél-Ázsián és Indonézián keresztül Ausztráliáig és Új-Kaledóniáig található meg. Újabban Japán és Dél-Korea vizeiben is észrevették.

## Megjelenése
Ez a hal legfeljebb 30 centiméter hosszú.

## Életmódja
Trópusi gébféle, amely egyaránt megél az édes-, sós- és brakkvízben is. A folyótorkolatok és tenger partok iszapos részeit kedveli. Ha eléggé megáztatta a kopoltyúit, a szárazon is képes élni. Tápláléka rákok és egyéb gerinctelenek, néha kisebb halakat is zsákmányol.